# Orkut
Orkut — колишня соціальна мережа створена Google, названа на честь творця, працівника Google — Orkut Büyükkökten. Сервіс стверджує що він був створений для допомоги користувачам знаходити нових друзів, створювати онлайн-спільноти («communities») та регулювати вже існуючі дружні зв'язки. З жовтня 2006 року у Orkut стало можливим створювати нові акаунти без запрошень.
Orkut був одним з найвідвідуваніших сайтів у Бразилії, Парагваї та Індії.
Проєкт закрито 30 червня 2014 року.